# Mitrophrys obliquisigna
Mitrophrys obliquisigna är en fjärilsart som beskrevs av George Francis Hampson 1901. Mitrophrys obliquisigna ingår i släktet Mitrophrys och familjen nattflyn. Inga underarter finns listade i Catalogue of Life.